# Stadtbibliothek Bremen
Die Stadtbibliothek Bremen ist als Eigenbetrieb der Stadtgemeinde Bremen eine kommunale öffentliche Bibliothek mit einem Gesamtbestand von 550.600 Medien. Sie ist eine der größten kommunalen Bibliotheken in Norddeutschland.

## Bibliothek und Standorte

### Auftrag und Ziele
Die Bibliothek hat das Ziel, „mit einem öffentlichen, allgemein zugänglichen zentralen und dezentralen Medienangebot einen nachhaltigen Beitrag zur Erfüllung des Bildungs-, Kultur- und Informationsauftrages der Stadtgemeinde Bremen zu leisten“. Alle Einrichtungen der Stadtbibliothek dienen der „gesellschaftlichen und kulturellen Kommunikation“. Ihre Rechte und Pflichten werden im Bremer Ortsgesetz (BremStBOG) vom 22. Dezember 1998 geregelt.
Mit einem Etat von rund 10,6 Mio. Euro (Stand 2017) bietet die Stadtbibliothek einen Bestand von 553.611 Medien an. 2017 besuchten rund 2,5 Mio. Menschen die acht Standorte und liehen rund 3,3 Mio. Medien aus. 74.000 Personen haben einen Bibliotheksausweis. 2017 wurden insgesamt 2323 kulturelle Veranstaltungen durchgeführt.

### Standorte
Die Stadtbibliothek ist an folgenden Standorten untergebracht:
Die Zentralbibliothek u. a. mit der zentralen Kinderbibliothek, der Musikabteilung, der Film-DVD-Bibliothek und der Krimibibliothek befindet sich im Stadtteil Bremen-Mitte im früheren Polizeihaus im heutigen Wall-Forum, Am Wall (Lage) und ist von der Straßenbahn, Haltestelle Domsheide und den Parkhäusern Violenstraße und Ostertor / Kulturmeile gut erreichbar. Sie bildet den westlichen Ausgangspunkt der „Kulturmeile“.

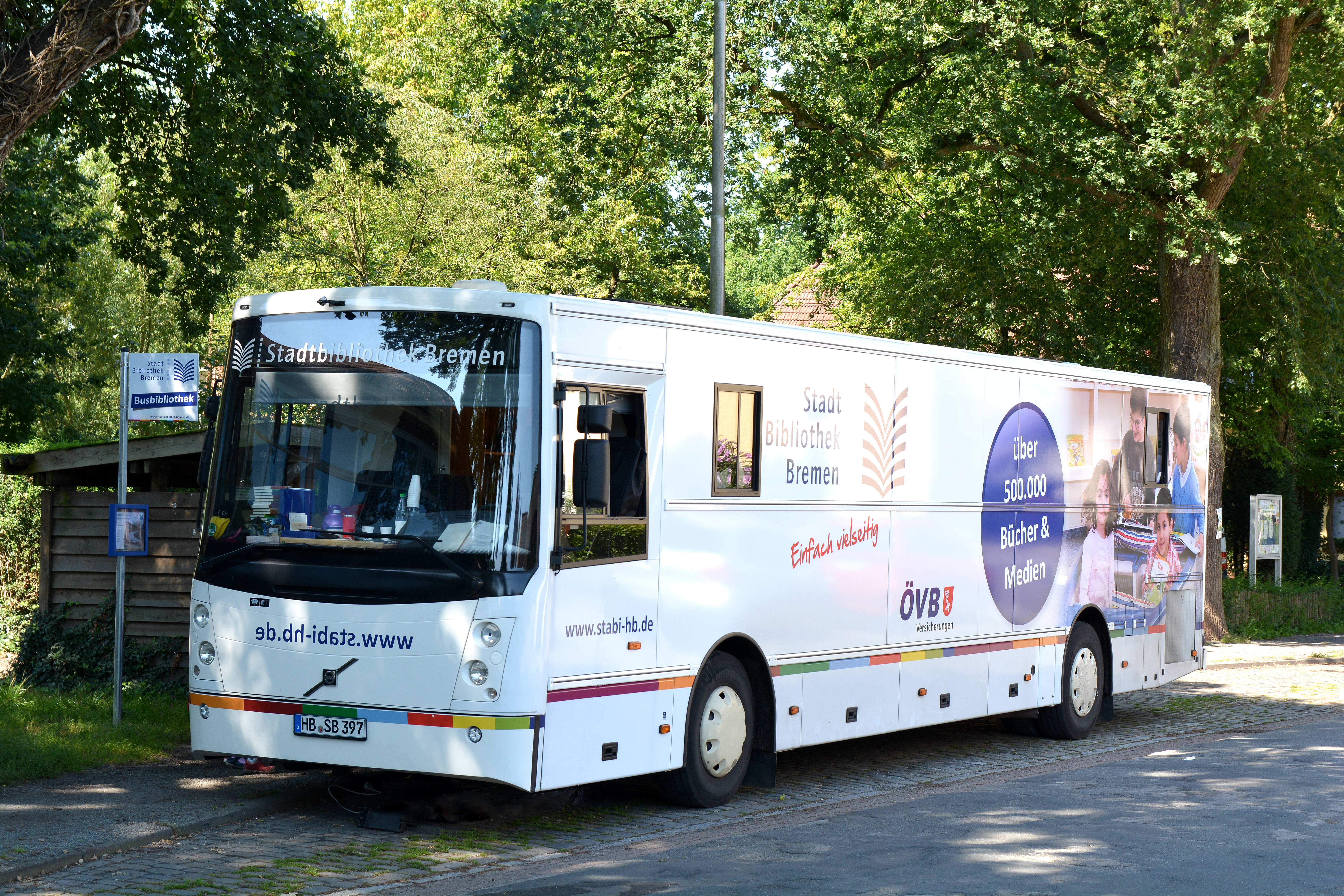
Busbibliothek der Stadtbibliothek

Zum Bibliotheksnetz gehören sechs Stadtteilbibliotheken, die Busbibliothek, und die Bibliothek in der Justizvollzugsanstalt.
- Stadtteilbibliothek Huchting im Roland-Center in Kirchhuchting (Lage)
- Stadtteilbibliothek Lesum in der Hindenburgstraße in Lesum (Lage)
- Stadtteilbibliothek Osterholz in der Gesamtschule Ost in der Walliser Straße in Osterholz (Lage)
- Stadtteilbibliothek Vahr im Einkaufszentrum Berliner Freiheit in der Vahr (Lage)
- Stadtteilbibliothek Vegesack im Aumunder Heerweg in Vegesack (Lage)
- Stadtteilbibliothek Gröpelingen am Gröpelinger Bibliotheksplatz / Lindenhofstraße in Gröpelingen (Lage)
- Die Busbibliothek hält unter anderem in Alt-Borgfeld, Arbergen, Arsten, Borgfelder Saatland, Farge, Findorff, Habenhausen, Hemelingen, Kattenesch, Kattenturm-Mitte / Leher Feld, Mahndorf, Neustadt / Gartenstadt Süd, Peterswerder / Hastedt, Rablinghausen, Rekum, Rönnebeck, Schwachhausen, Seehausen und  Weidedamm, Woltmershausen.

- Karte mit allen Koordinaten:
- OSM |
- WikiMap

## Geschichte
Die Stadtbibliothek Bremen ging aus verschiedenen Vorläuferbibliotheken hervor, die das Lesen im Kontext der Volksbildung für breite Schichten vermitteln wollten.

### Leihbibliotheken seit 1791
Seit 1791 betrieb der Buchhändler Hintemann eine erste Leihbibliothek in der Sandstraße. Es folgten weitere Leihbibliotheken, so dass um 1800 bereits zehn Bibliotheken in Bremen Bücher verliehen. Mehrere Vereine unterhielten zudem im 19. Jahrhundert für die Volksbildung Bibliotheken, so unter anderem seit 1802 der Verein Erholung Am Ansgarikirchhof, die 1815 gegründete Bremer Bibelgesellschaft und der 1846 als Arbeiterbildungsverein gegründete Verein Vorwärts in der Sandstraße 5.
Der Volksbildungsverein gründete 1884 eine Central-Volksbildungsbibliothek. Die Bibliothek wurde bald danach von der Sparkasse Bremen unterstützt. In vier Nebenstellen der Sparkasse im Westen, Süden und Osten der Stadt, wurden Volksbüchereien eingerichtet und es gab Wanderbüchereien für Schiffe.
Die ab 1866 entstehenden Gewerkschaften richteten zudem eine Arbeiter-Zentralbibliothek ein, die dann später im Gewerkschaftshaus ihren Platz fand. Zu erwähnen ist auch der Verein Lessing, der am Geeren Nr. 3 in der Altstadt residierte.

### Lesehalle in Bremen

#### VereinLesehalle in Bremenseit 1901
Am 30. Dezember 1900 wurde auf Initiative von Senator Victor Marcus (1849–1911) die Satzung des Vereins Lesehalle Bremen beschlossen und am 12. Januar 1901 ins Vereinsregister der Stadt eingetragen. Der Verein, der als Vorläufer der Stadtbibliothek gilt, hatte das Ziel, Lesehallen in Bremen zu errichten und zu verwalten. Nach einem ersten Aufruf kamen 176.000 Mark an Spendengeldern zusammen, die zur Anschaffung „politischer Tagesblätter, Wochen- und Monatsschriften, gewerblicher Fachblätter sowie wissenschaftlicher und schöngeistiger Werke“ dienen sollten. Noch im selben Jahr wurde der Bibliothekar Arthur Heidenhain (1862–1941) aus Jena, einer der führenden Köpfe der Lesehallenbewegung in Deutschland, zum Leiter der im Aufbau befindlichen Lesehalle in Bremen ernannt.

#### Lesehalle in Bremen1902–1920
Heidenhains Leitung wurde am 15. Mai 1902 die erste Lesehalle in Bremen am Ansgarikirchhof Nr. 11 eröffnet.
Das Haus und die Einrichtung waren ein Geschenk von Marcus. Die Lesehalle sollte „mehr oder weniger eine Laienbibliothek im besten Sinne des Wortes, im Gegensatz zu einer Gelehrtenbibliothek“ sein. Um eine Institution ohne Mittel vom Staat am Leben zu erhalten, bedurfte es nicht nur großen Engagements, sondern auch großzügiger Hilfe von Sponsoren. Viele Bremer Institutionen und Bürger spendeten kleinere und größere Beträge, unter ihnen die Sparkasse, und immer wieder Marcus, inzwischen Bürgermeister, der aus seinem eigenen Vermögen hohe Summen für die Lesehalle beisteuerte.
Die Lesehalle entwickelte sich unter der Leitung Heidenhains zu einer der modernsten Volksbibliotheken in Deutschlands. Heidenhain stand bibliothekspolitisch für eine fachliche Professionalisierung der Aufgaben, des Personals und insbesondere der kritischen Buchauswahl „als Gegengewicht zum wirtschaftlich ausgerichteten Büchermarkt“ und hatte bereits als Leiter der Bücherhalle in Jena das erste systematische Bestandsverzeichnis einer öffentlichen Bibliothek erarbeitet.
Der Leserzuspruch in Bremen steigert sich stetig und der Bücherbestand erhöht sich von 7.000 Bänden bei der Eröffnung bis 1906 auf 17.000 Bände sowie zahlreiche Zeitschriften im Bestand. Rund 8000 eingetragene Leser wurden 1902 registriert, die seit 1905 Ausleihgebühren entrichten musste. 1907 wurde die erste Zweigstelle mit dem Namen Lesehalle im Westen in der Nordstraße eröffnet.

#### Lesehalle in Bremen1921–1933
Die wirtschaftliche Entwicklung des Trägervereins war angesichts der rasanten Geldentwertung rückläufig. 1920 machte die als Verein geführte Lesehalle erstmals Verluste; der Vereinsvorstand hatte die Fehlentscheidung getroffen, einen Großteil seines Vermögens in Wertpapieren anzulegen. In der Not wurde verstärkt um Spender geworben. 1921 kam es zur ersten Schließung der Lesehalle aus finanziellen Gründen. Heidenhain hatte schon lange gefordert, dass die Stadt Bremen die Lesehalle fördern müsse, doch der Vereinsvorstand war immer dagegen gewesen; er wollte selbständig und unabhängig bleiben.
Am 1. Mai 1922 wurde die Bremer Lesehalle im Keller der Bremer Staatsbibliothek (heute: Staats- und Universitätsbibliothek Bremen) am Breitenweg mit marginaler kommunaler Förderung wieder eröffnet. 1925 eröffnete auch die Filiale im Westen am Steffensweg wieder. Arbeitslose konnten ab 1932 kostenlos Bücher entleihen. Die Lesehalle schrammte jedoch die nächsten Jahre weiter am Existenzminimum entlang. Am 19. Juni 1933 wurde der Trägerverein von der Mitgliederversammlung aufgelöst und die Lesehalle im Juli 1933 verstaatlicht – sicher nicht von ungefähr parallel zum Beginn der nationalsozialistisch gesteuerten Gleichschaltung des gesamten Literaturbetriebes.
Die Bücherverbrennungen vom 10. Mai 1933 zielten insbesondere auch auf die öffentlichen Bibliotheken, deren Bestände von Literatur „undeutschen Geists“ „gesäubert“ wurden – so auch in Bremen. Der verdiente Direktor der Lesehalle Arthur Heidenhain trat Ende 1933 nach fast 33 Jahren des engagierten Dienstes in den Ruhestand, nachdem vom Vereinsvorstand mit der Stadt Bremen eine Lösung gefunden worden war, ihm ein Ruhegehalt zu zahlen. In Heidenhains Arbeitsvertrag mit dem Vereinsvorstand war weder für Krankheit noch für den Ruhestand etwas geregelt worden. Im Winter 1933 verzog Heidenhain nach Tübingen, wo er 1941 nach langer Krankheit starb.

### Volksbücherei von 1933 bis 1945
Der Direktor der Staatsbibliothek, Hinrich Knittermeyer, übernahm kommissarisch die Leitung der Lesehalle. Das Vermögen der Lesehalle durch den Besitz des Hauses am Ansgarikirchhof wurde der Stadt Bremen überlassen. Die Lesehalle wurde mit der Arbeiterzentralbibliothek der Gewerkschaften und der Bücherei des Kulturausschusses des Winterhilfswerks der Nationalsozialistischen Volkswohlfahrt (NSV) zu einer Arbeitsgemeinschaft Volksbücherei zusammengeschlossen.
Zwischen 1933 und 1938 entstanden neue Zweigstellen in der Neustadt, im Bremer Osten, in Gröpelingen, Rablinghausen und Arsten. 1936 erfolgte die Umbenennung in Volksbüchereien und die Ernennung von Kurd Schulz zum Leiter. In dessen Amtszeit kommt es zur von ihm wie schon zuvor in Thüringen weiter aktiv betriebenen „Säuberung“ der Bestände von der von den Nationalsozialisten verbotenen Literatur und Modernisierung der Bibliothekseinrichtungen, die er „als Instrument nationalsozialistischer Willensbildung und Schulung“ herausstellte. Nach dem Zweiten Weltkrieg kam Schulz seiner Entlassung durch die US-Militärregierung wegen seiner nationalsozialistischen Aktivitäten durch Kündigung zuvor.
1940 erfolgte der Umzug der Hauptstelle der Volksbücherei in das Gebäude einer ehemaligen Privatschule, des Goethe-Pädagogiums am Breitenweg. 1942 wurde die Hauptstelle der Volksbücherei bei einem Bombenangriff zerstört. 1943 konnte die neue Hauptstelle in der Legion-Condor-Straße (heute: Parkstraße) eröffnet werden.

### Von der Volksbücherei zur Stadtbibliothek seit 1945
1945 übernahm Werner Mevissen die Leitung der Volksbüchereien. Er setzte in Bremen seine Vorstellungen der Öffentlichen Bibliothek für alle gesellschaftlichen Gruppen um und entwickelte die Volksbüchereien durch ein Konzept der Dezentralisierung.
1947 erfolgte die Trennung der Volksbüchereien der Freien Hansestadt Bremen von der Staatsbibliothek Bremen und die Weiterführung als selbstständige kommunale öffentliche Bibliothek.
1957 war die Eröffnung der Zentralbibliothek am Schüsselkorb in Bremen-Mitte. Bis 2004 sollte hier die Bibliothek ihren zentralen Standort haben.
Der Eröffnung der ersten Patientenbibliothek im Zentralkrankenhaus an der Sankt-Jürgen-Straße von 1966 folgten weitere Einrichtungen im Zentralkrankenhaus Links der Weser (1970), in der Evangelischen Diakonissenanstalt (1973), im Zentralkrankenhaus Ost (1976) und im Zentralkrankenhaus Nord (1978).

### Stadtbibliothek seit 1969
1969 erfolgte die Umbenennung der Volksbüchereien der Freien Hansestadt Bremen in Stadtbibliothek Bremen und die Eröffnungen der Stadtteilbibliotheken Vahr, Lesum und Vegesack.
1974/75 waren die Eröffnungen der Stadtteil- bzw. Bezirksbibliotheken Gröpelingen, Neustadt, Huchting und Osterholz, der Graphothek, der Bibliotheken in den Justizvollzugsanstalten und der Jugend- und Schulbibliothek Vorkampsweg.
1976 wurde Martha Höhl Direktorin der Stadtbibliothek. Die finanzielle Notlage der Stadt ließ die Realisierung einer neuen Zentralbibliothek noch nicht zu. Ein Drittel des Fachpersonals und zehn Zweigstellen wurden eingespart. Mit ganz neuen Konzepten zur Öffentlichkeitsarbeit führte Höhl die Einrichtung durch „schweres Fahrwasser“ und es gelang ihr, die Einführung der EDV, welche die Bibliotheksarbeit in Bremen grundlegend ändern soll. Mit 2,8 Millionen Entleihungen und etwas mehr als 100.000 eingetragenen Benutzern schloss die Stadtbibliothek ihr erfolgreichstes Jahr seit der Gründung ab.
1980 gehörten insgesamt 44 Bibliotheken zum Netz der Stadtbibliothek Bremen: Die Zentralbibliothek mit Musik-Abteilung, vier Bezirks- und neun Stadtteilbibliotheken, einundzwanzig Jugend- und Schulbibliotheken, Schulbibliothekarische Arbeitsstelle, Bibliothek im Berufsbildungszentrum, Graphothek, Busbibliothek, fünf Patientenbibliotheken und die Bibliotheken in der Justizvollzugsanstalt. 1981 bezog die Musik-Abteilung der Zentralbibliothek aus Platzgründen ein eigenes Gebäude.
1983, nach Abschluss der Reform der Bibliotheken im Justizvollzug, standen eine Zentralbibliothek in der Justiz-Vollzugsanstalt Oslebshausen und vier weitere Bibliotheken in der Untersuchungs-Haft, der Jugendstrafanstalt, der Frauenhaftanstalt und der Haftanstalt Bremerhaven zur Verfügung. 1991 wurde der neue Bibliotheksbus in Dienst gestellt.
1992 übernahm Barbara Lison die Leitung und startete die Modernisierung und betriebliche Konsolidierung der Stadtbibliothek durch Netzverkleinerung, die Einführung der Kosten- und Leistungsrechnung und eines neuen Steuerungsmodells sowie durch die Überführung in den Eigenbetrieb. Der vorgesehene Abbau im bremischen öffentlichen Dienst von 1992 bis 1996 traf auch die Stadtbibliothek. Es mussten vier der fünf Patientenbibliotheken geschlossen werden; lediglich die Bibliothek im Zentralkrankenhaus Ost verblieb. Nachdem auch die Schließung aller Jugend- und Schulbibliotheken drohte, beschloss der Senat die Abordnung von zwanzig Lehrern zur Aufrechterhaltung der in den Schulen gelegenen Einrichtungen.
1995 wurde die Stadtbibliothek Neustadt als erste Einrichtung auf elektronische Datenverarbeitung umgestellt.
Die Deputation für Wissenschaft und Kunst beschloss im Januar 1997 die Neustrukturierung der Stadtbibliothek. Konsequenz dieses Konzeptes „einer effektiveren Auslastung von Ressourcen“ war die Schließung der Stadtteil-Bibliotheken Blumenthal, Horn-Lehe, Östliche Vorstadt, Hemelingen und Walle, der Jugend- und Schulbibliothek Parsevalstraße sowie die Übernahme der Graphothek durch die Städtische Galerie.

### Neuere Entwicklung seit 1999

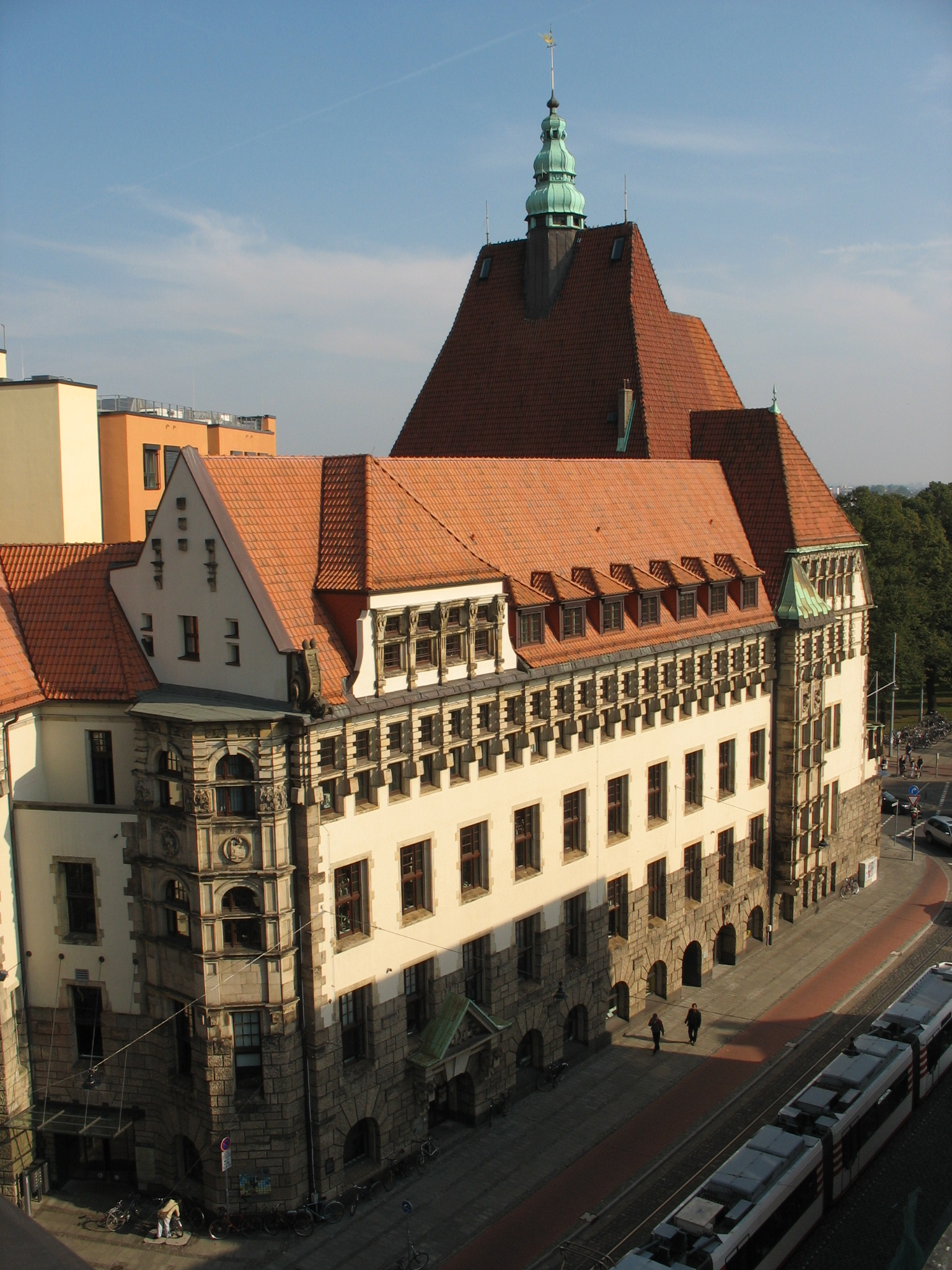
Zentralbibliothek im ehemaligen Polizeihaus Am Wall

Die Stadtbibliothek Bremen wurde 1999 in einen Eigenbetrieb der Stadtgemeinde Bremen umgewandelt.
Die Stadtteilbibliothek Gröpelingen zog 1999 in ein vom Bremer Architekturbüro Rosengart und Partner entworfenes Bibliotheksgebäude an der Lindenhofstraße (seit 2013: Gröpelinger Bibliotheksplatz).
Die Rückführung der Graphothek ins Netz der Stadtbibliothek und der Umzug der Zentralbibliothek Schüsselkorb in das ehemalige Polizeihaus am Wall wurde vom Bremer Senat beschlossen.
2002 erfolgte der Festakt für das hundertjährige Bestehen der Stadtbibliothek im Bremer Rathaus und im Herbst begann der Umbau des Alten Polizeihauses.
Die Stadtteilbibliothek Vahr zog in das neue Einkaufszentrum Berliner Freiheit und die Stadtteilbibliothek Huchting in das Roland-Center. Beide Einrichtungen konnten in der Folge ihre Leistungszahlen erheblich steigern.
Die Stadtteilbibliothek in der Neustadt und der eigene Standort der Musikbibliothek an der Straße Außer der Schleifmühle wurden aufgegeben.
2004 wurde die neue Zentralbibliothek Am Wall auf fast 7000 m² eröffnet.
Seit 2000 dokumentiert die heute ebenfalls in der Zentralbibliothek untergebrachte Krimibibliothek Bremen als bislang für Literatur deutscher Sprache einzigartige Einrichtung die gesamte deutschsprachige Kriminalliteratur ab 1965 sowie Sekundärliteratur und Zeitschriften.

## Auszeichnungen
Die Stadtbibliothek Bremen wurde viele Male mit verschiedenen Auszeichnungen bedacht, u. a.:
- 2017 mit dem Bibliothekspreis der VGH-Stiftung für die Bibliothek im Strafvollzug in Bremen-Oslebshausen[11]
- 2016 für den Imagefilm zum 111. Jubiläum mit dem internationalen IFLA/AIB-Preis, prämiert von der Internationalen Vereinigung bibliothekarischer Verbände und Einrichtungen (IFLA) und vom Italienischen Bibliotheksverband (AIB) als weltweit bester Kurzfilm über Bibliotheken[12]
- 2015 mit dem Hauptpreis „Der Bunte Schlüssel“ beim Bremer Diversity Preis[13]
- 2009 für Die Deutsche Krimibibliothek durch die Initiative „Deutschland – Land der Ideen“ als besonderer Beitrag zur Kulturlandschaft Deutschlands[14]
- 2006 des Bürger-CERT im Bereich Gaming für die MultiMediaSpielwiese in der Zentralbibliothek[15]
- 2005 mit dem nationalen Leseförderungspreis, dem „AusLese“-Preis der Stiftung Lesen und der Commerzbank-Stiftung[16]
- 2004 mit dem Sonderpreis der VGH-Stiftung für die Stadtteilbibliothek West für die dort geleistete stadtteilorientierte Bibliotheksarbeit

## Bestände und Mediensuche
Die Stadtbibliothek hat 530.000 Medien (Stand 2021), die zu 11,5 % jährlich erneuert werden. Das Medienangebot differenziert sich in 131.800 Sachbücher, 156.000 Kinder- und Jugendbücher, 74.600 Romane, Werkausgaben, Gedichte und Märchen, 111.100 Non-Print Medien, 2.500 Bilder, Skulpturen und Objekte, 16.020 Zeitschriften- und Zeitungsabos.
- Bestände in der Zentralbibliothek
  - 1. Obergeschoss: Lesen, Hören und Sehen; aktuelle Gegenwartsliteratur, spannende Romane, Bestseller, Lyrik, Literaturwissenschaft und Nachschlagewerke.
  - 2. Obergeschoss: Nachschlagen, Recherchieren, Lernen, Wissen und Freizeit, Bibliothek der Dinge
  - 3. Obergeschoss: Kinderbibliothek

- Onleihe für elektronische Bücher, Hörbücher, Magazine, Zeitschriften und Musik
- Digitale Bibliothek: Die DigiBib hat unter einer einheitlichen Oberfläche viele verschiedene Informationsquellen von Bibliothekskatalogen und Literaturdatenbanken.
- Digitale Angebote: Über die Stadtbibliothek Bremen lassen sich u. a. die Angebote von Naxos, Filmfriend und OverDrive nutzen.[17]
- Kunstausleihe: Aus 2.500 Kunstwerken können Graphiken, Fotos und Plastiken ausgeliehen werden.
- Bibliothek der Dinge: Seit Juni 2022 verleiht die Zentralbibliothek Gegenstände in der Bibliothek der Dinge. Im Bestand sind unter anderem Werkzeuge, Outdoor-Spiele, Nähmaschine oder Plotter.[18]

## Leitung
- 1902 bis 1933 Arthur Heidenhain
- 1933 bis 1936 Hinrich Knittermeyer
- 1936 bis 1945 Kurd Schulz
- 1945 bis 1975 Werner Mevissen
- 1976 bis 1992 Martha Höhl
- 1992 bis 2023 Barbara Lison
- 2024 bis heute Lucia Werder